# Triadica sebifera
Triadica sebifera är en törelväxtart som först beskrevs av Carl von Linné, och fick sitt nu gällande namn av John Kunkel Small. Triadica sebifera ingår i släktet Triadica och familjen törelväxter. Inga underarter finns listade i Catalogue of Life.

## Bildgalleri

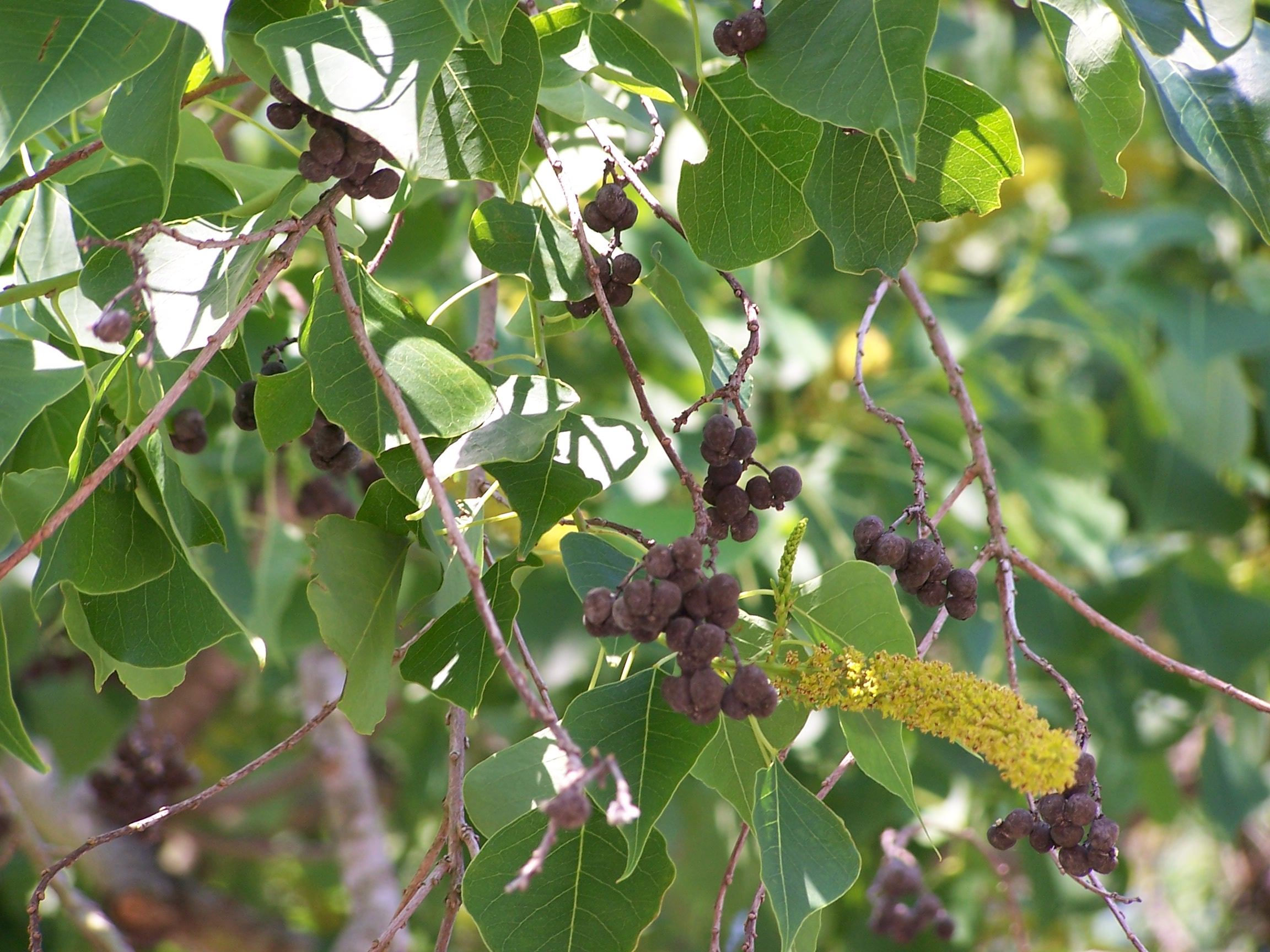
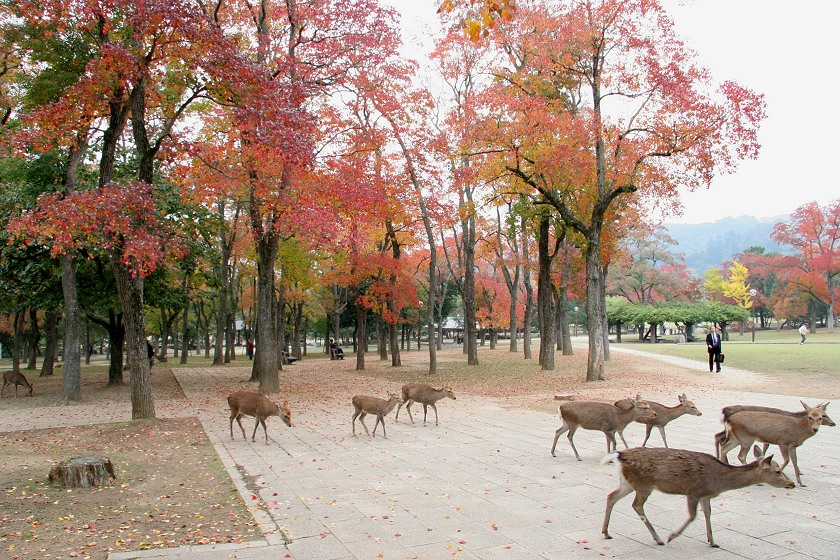